# Kîtaihorod, Illinți
Kîtaihorod (în ucraineană Китайгород) este localitatea de reședință a comunei Kîtaihorod din raionul Illinți, regiunea Vinnița, Ucraina.

## Demografie
Componența lingvistică a localității Kîtaihorod
     Ucraineană (98,38%)
     Alte limbi (0,73%)
Conform recensământului din 2001, majoritatea populației localității Kîtaihorod era vorbitoare de ucraineană (98,38%), existând în minoritate și vorbitori de alte limbi.

## Legături externe
- pl Kitajgród, 1) miasteczko, powiat lipowiecki, parafia Ilińce, nad rzekami Soroką i Sobem (...) în Dicționarul geografic al Regatului Poloniei și al altor țări slave, volum IV (Kęs — Kutno) anul 1883

- pl K (...) gmina i stacja pocztowa Daszów (...) włość kitajgrodzka liczy w 5 wsiach 250 dymów în Dicționarul geografic al Regatului Poloniei și al altor țări slave, volum XV, p. 2 (Januszpol — Wola Justowska)1902